# Le Gang
Le Gang is een Frans-Italiaanse film van Jacques Deray die uitgebracht werd in 1977.
Het scenario is gebaseerd op de gelijknamige roman (1975) van Roger Borniche.

## Verhaal
Aan het einde van de Tweede Wereldoorlog vormen vijf bandieten onder de leiding van Robert 'Le Dingue' een bende. In de eerste jaren na de oorlog plegen ze verscheidene gewapende overvallen. Opvallend is dat ze nooit slachtoffers maken. Ze worden bekend als 'Le Gang des Traction Avant', een naam die verwijst naar de Citroën Traction Avant, het voertuig waarmee ze hun overvallen plegen. 
Ze profiteren van de dwalingen van de Franse naoorlogse administratie en van de Franse politie die zich nog niet hebben kunnen reorganiseren. Zo slagen ze er telkens in uit de handen van de ordediensten te blijven. De vijf gangsters leiden ondertussen een waar luxe leventje.

## Rolverdeling
| Acteur                | Personage                                               |
| --------------------- | ------------------------------------------------------- |
| Alain Delon           | Robert, 'Le Dingue'                                     |
| Nicole Calfan         | Marinette                                               |
| Adalberto Maria Merli | Manu                                                    |
| Maurice Barrier       | Lucien, 'Le Mammouth'                                   |
| Xavier Depraz         | Jo                                                      |
| Roland Bertin         | Raymond                                                 |
| Raymond Bussières     | Cornélius                                               |
| Laura Betti           | Félicia                                                 |
| Robert Dalban         | de rattenvanger                                         |
| André Falcon          | de juwelier                                             |
| Henri Attal           | een vriend, klant van 'La belle Oseille', bij Cornélius |